# Rufina Bazlova
Rufina Bazlova (1990) es una artista bielorrusa residente en Praga. Ganó renombre internacional por su serie de 2020 The History of Belarusian Vyzhyvanka, que utiliza el bordado tradicional de Vyshyvanka para representar las protestas en Bielorrusia.

## Biografía
Rufina Bazlova proviene de la ciudad de Grodno, en el oeste de Bielorrusia. Estudió en Pilsen y ha trabajado en Praga como escenógrafa y artista de performance. En 2015, realizó su maestría en ilustración y diseño gráfico de la Universidad Bohemia Occidental en Pilsen. Bazlova se mudó a Praga y completó una licenciatura en escenografía en la Academia de Artes Escénicas en 2020.

## Obra
En agosto de 2020, miles de personas se unieron a las protestas contra la elección de Alexander Lukashenko, incluidos muchos artistas. En respuesta a la campaña electoral de Bielorrusia, Rufina Bazlova diseñó los primeros bordados de protesta y publicó su trabajo en Instagram. Bazlova utiliza el bordado tradicional bielorruso para hacer una crítica política. Las figuras, que parecen pictogramas, están en los colores nacionales de blanco y rojo de la oposición bielorrusa. La técnica de aplicar hilo rojo a la tela blanca con punto de cruz invoca la técnica Vyshyvanka, un folclore local. Los bordados, que al principio parecen inofensivos, se convierten en narrativas digitales y, por lo tanto, en un testimonio de las protestas masivas de Bielorrusia.
Desde principios de la Edad Media, Vyshyvanka, los patrones eslavos orientales en Rusia, Ucrania y Bielorrusia, se han bordado en la ropa. Los motivos de esa época trataban sobre el amor, el sol o la protección contra los malos espíritus. Las representaciones de Bazlova incluyen tanques, helicópteros, personas que huyen y esvásticas, cucarachas y camiones volcadores de desechos. Entre los manifestantes en Bielorrusia, el símbolo de la cucaracha es el código del presidente Alexander Lukashenko, quien ha sofocado brutalmente las protestas masivas desde las elecciones presidenciales supuestamente manipuladas en agosto de 2020. El arte de Bazlova da una idea de la resistencia democrática impulsada por mujeres en Bielorrusia.
Rufina Bazlova crea sus diseños digitalmente; en realidad se producen muy pocos motivos, ya que la producción llevaría demasiado tiempo. El Vyshyvanka procesado digitalmente documenta la historia en curso del levantamiento bielorruso. Según Bazlova, cada cuadro está asociado con un evento real de 2020. Su serie La historia de Bielorrusia Vyzhyvanka ha adquirido notoriedad internacional; Vyzhyvanka es un juego de palabras de las palabras bielorrusas "bordado" y "supervivencia". Vyshyvanka significa "camisa bordada". Vyzhyvats significa "supervivencia". En el cómic bordado Zhenokol (Feminnature), Rufina Bazlova presentó temas sobre feminismo en la tradición popular .

El trasfondo original era que las mujeres que fabricaban adornos tradicionales bielorrusos no sabían leer ni escribir. El bordado era la única forma de representar su vida, su entorno. Crearon signos geométricos especiales y utilizaron principalmente el color rojo como símbolo de sangre y vida sobre el fondo de lino puro, que simbolizaba la libertad y la pureza. Los adornos bielorrusos son, en cierto modo, un código para nuestra historia nacional, que podría leerse como un texto.
Rufina Bazlova

Junto a Sofia Tocar, Bazlova fundó Framed in Belarus, un proyecto de arte social que aborda la situación de los presos políticos. Con motivo de la entrega del Premio Carlomagno en 2022, Rufina Bazlova exhibió obras actuales en Aquisgrán.
En agosto de 2022, el presidente de Ucrania, Volodymyr Zelenskyy, usó una camiseta diseñada por Bazlova en la inauguración de la Semana de la Independencia. Rufina Bazlova diseñó la tarjeta de Año Nuevo para el Ministerio Federal de Relaciones Exteriores de Alemania en 2022.

## Premios
- 2010: El premio principal en el premio internacional Young Package Award en la categoría de cómics
- 2021: El segundo premio en la III Bienal de Textiles Artísticos en Poznan

## Exposiciones (selección)
Exposiciones individuales
- 2023: Instalación de la bandera Such a MInsk en Das Minsk Potsdam[12]
- 2022: Outpost en Kunstverein Dresden
- 2022: Vyžyvanka pro.story Zlín
- 2022: Museo Ein Roter Faden Suermondt-Ludwig de Aquisgrán
- 2021: Nici z demokracji en la Galería Browarna Łowicz[13]
- 2021: La historia de la biblioteca bielorrusa Vyzhyvanka UCLA, Los Ángeles[14]

Exposiciones colectivas
- 2023: Appunti su Questo Tempo Caserm Archeologica, Sansepolcro
- 2022/23: Política Museo de Arte Contemporáneo de Cracovia, Cracovia[15]
- 2022/23: ¿Cuál es la forma correcta de exhibir una bandera? Weserburg Museum für Moderne Kunst (museo de arte moderno) Bremen
- 2022/23: Manifiéstate Künstlerhaus Bethanien, Berlín
- 2022: El medio es el mensaje: banderas y pancartas Museo Wende en The Armory, Culver City, EE. UU.
- 2021: Demo Mode Society Galerie ASPN en Leipzig
- 2021: Patchwork Le Radar, Bayeux